# Liste der Walzer von Johann Strauss (Sohn)
Die Liste der Walzer von Johann Strauss (Sohn) ist ein Verzeichnis der im Druck erschienenen und mit einer Werkzahl versehenen Walzer-Stücke des Komponisten Johann Strauss (Sohn).
Vorbemerkung: Die Schreibweise der Walzertitel folgt der Schreibweise auf den Titelblättern der jeweiligen Erstausgaben und weicht daher u. U. von anderen oder bekannteren Schreibweisen ab, wobei trotz sorgfältigster Recherche eine Revision im Einzelfall möglich sein kann. Die op.-Zählung verwendet die allgemein bekanntere „Wiener Zählung“.
Ab dem Beginn des ersten Russlandaufenthaltes von Johann Strauss (Sohn) im Jahr 1856 haben dessen russische Verleger (v. a. A. Büttner in St. Petersburg) eine z. T. abweichende Zählung verwendet. Ebenfalls erschienen die Walzer in Russland u. U. mit veränderten Titeln.

## Liste
| Titel                                | op. | Datum und Ort der Erstaufführung (wenn kein anderer Ort angegeben: Wien)                                                                               |
| ------------------------------------ | --- | --- |
| Sinngedichte                         | 1   | 15. Oktober 1844, Dommayer’s Casino [sic], Hietzing (heute: Wien, 13. Bezirk)                                                                          |
| Gunstwerber                          | 4   | 15. Oktober 1844, Dommayer’s Casino [sic], Hietzing |
| Serail-Tänze                         | 5   | 19. November 1844, Dommayers Casino, Hietzing |
| Die jungen Wiener                    | 7   | 22. Januar 1845, Dommayers Casino, Hietzing |
| Faschings-Lieder                     | 11  | 3. Februar 1845, Goldener Strauß, Josefstadt (heute: Wien, 8. Bezirk)                                                                                  |
| Jugend-Träume                        | 12  | 5. Juli 1845, Zum Sperl, Leopoldstadt (heute: Wien, 2. Bezirk)                                                                                         |
| Sträusschen                          | 15  | 20. Juli 1845, Goldener Strauß, Josefstadt |
| Berglieder                           | 18  | 18. August 1845, Tiroler-Fest, Klein-Tivoli, Obermeidling (heute: Wien, 12. Bezirk)                                                                    |
| Lind-Gesänge                         | 21  | 28. Mai 1846, Dommayers Casino, Hietzing |
| Die Oesterreicher                    | 22  | 23. November 1845, Zum Sperl, Leopoldstadt |
| Zeitgeister                          | 25  | 23. Februar 1846, Dommayers Casino, Hietzing |
| Die Sanguiniker                      | 27  | 2. September 1846, Wasserglacis, Wien. |
| Die Zillerthaler                     | 30  | 5. August 1846, Tiroler-Fest, Klein-Tivoli, Obermeidling                                                                                               |
| Irenen-Walzer                        | 32  | um den 1. Februar 1847, Ungarisch-Altenburg |
| Die Jovialen                         | 34  | 25. November 1846, Goldener Strauß, Josefstadt |
| Architecten-Ball-Tänze               | 36  | 27. Januar 1847, Architektenball, Goldener Strauß, Josefstadt                                                                                          |
| Sängerfahrten                        | 41  | 19. Juni 1847, Wohltätigkeits-Akademie, Theater an der Wien.                                                                                           |
| Wilde Rosen                          | 42  | 22. August 1847, Gasthaus Kwiatkowsky in der Nähe des damaligen Gloggnitzer Bahnhofes.                                                                 |
| Ernte-Tänze                          | 45  | 26. Juli 1847, Brigitta-Kirchtag, Brigittenau (heute: Wien, 20. Bezirk)                                                                                |
| Dorfgeschichten                      | 47  | 18. September 1847, Wasserglacis |
| Klänge aus der Walachei              | 50  | 6. Januarjul. / 18. Januar 1848greg., Momolo-Saal, Bukarest                                                                                            |
| Freiheits-Lieder                     | 52  | als „Barrikaden-Lieder“ 28. Mai 1848, Casino Zögernitz, Oberdöbling (heute: Wien, 19. Bezirk). Entstanden während der Revolution von 1848.             |
| Burschen-Lieder                      | 55  | sehr wahrscheinlich Ende Juli oder Anfang August 1848, genaues Datum und Ort unbekannt.                                                                |
| Neue Steierische Tänze               | 61  | 26. Dezember 1848, Dommayers Casino, Hietzing |
| Einheits-Klänge                      | 62  | sehr wahrscheinlich Frühjahr 1849, genaues Datum und Ort unbekannt                                                                                     |
| Fantasiebilder                       | 64  | 10. Februar 1849 (mögl.auch 6. Februar), Dommayers Casino, Hietzing.                                                                                   |
| D’Woaldbuama                         | 66  | 30. Juli 1849 möglicherweise auch später, Goldener Löwe, Unter-Sievering (heute: Wien, 19. Bezirk)                                                     |
| Aeols-Töne                           | 68  | 17. September 1849, Siegesfest zu Ehren von Feldmarschall Radetzky, Wasserglacis                                                                       |
| Die Gemüthlichen                     | 70  | 13. Januar 1850, „Echte Sperlianer“, Zum Sperl, Leopoldstadt                                                                                           |
| Frohsinns-Spenden                    | 73  | 16. Januar 1850, Sofiensaal, Landstraße (heute: Wien, 3. Bezirk)                                                                                       |
| Lava-Ströme                          | 74  | 29. Januar 1850, Sofiensaal, Wien. |
| Maxing-Tänze                         | 79  | 6. Juli 1850, Maxing Villa in Hietzing (Wien). Komponiert zum 18. Geburtstag von Erzherzog Ferdinand Maximilian (1832–1867)                            |
| Luisen Sympathie Klänge              | 81  | 16. Juli 1850, Volksgarten Wien. |
| Johannis-Käferln                     | 82  | 28. Juli 1850, Zögernitz Kasino, Ober-Döbling (Wien).                                                                                                  |
| Heimaths-Kinder                      | 85  | 16. September 1850, Zum Sperlbauer Wien. |
| Aurora-Ball-Tänze                    | 87  | 18. Februar 1851, Zum Sperlbauer in Wien, komponiert für einen Ball der Winer Künstler Vereinigung Aurora.                                             |
| Hirten-Spiele                        | 89  | Um 1850 genaues Datum und Ort sind unbekannt. |
| Orakel-Sprüche                       | 90  | 10. Februar 1851, Sofienbad-Saal Wien. |
| Rhadamantus-Klänge                   | 94  | ca. 1851. Komponiert für den Wiener Fasching. |
| Idyllen                              | 95  | 13. Juni 1851, Volksgarten Wien. |
| Gambrinus-Tänze                      | 97  | 7. Juli 1851, Denglers Bierhalle Fünfhaus |
| Frauenkäferln                        | 99  | 27. August 1851, Ungers Casino in Wien. |
| Mephisto’s Höllenrufe                | 101 | 12. Oktober 1851, Volksgarten Wien. |
| Windsor-Klänge                       | 104 | 10. Januar 1852, Palais Coburg, Wien, Gewidmet der Königin Viktoria von Großbritannien.                                                                |
| Fünf Paragraphe aus dem Walzer-Codex | 105 | 3. Februar 1852, Sofienbad-Saal Wien. Gewidmet den Jurastudenten der Universität Wien.                                                                 |
| Die Unzertrennlichen                 | 108 | 16. Februar 1852, Redoutensaal Wien. |
| Liebeslieder                         | 114 | 18. Juni 1852, Volksgarten, Wien. |
| Lockvögel                            | 118 | 5. Juli 1852, Denglers Bierhalle Fünfhaus, Wien. |
| Volkssänger                          | 119 | 30. August 1852, Ungers Casino in Wien. |
| Phönix-Schwingen                     | 125 | 17. Januar 1853, Sofienbad-Saal, Wien. |
| Solon-Sprüche                        | 128 | 19. Januar 1853, Sofienbad-Saal, Wien. |
| Wiener Punch-Lieder                  | 131 | 7. Februar 1853, Zum Sperlbauer, Wien. |
| Vermählungs-Toaste                   | 136 | 28. Juni 1853, Volksgarten Wien. |
| Knallkügerln                         | 140 | 18. Juli 1853, Bierhalle in Mariahilf, Wien, Geschrieben für das jährliche Benefizkonzert.                                                             |
| Wellen und Wogen                     | 141 | UA 9. Oktober 1853, Volksgarten Wien. |
| Schnee-Glöckchen                     | 143 | 2. Dezember 1853, Zum Sperlbauer, Wien. |
| Novellen                             | 146 | 31. Januar 1854, Sofienbad-Saal, Wien, Gewidmet den Jura Studenten der Universität Wien.                                                               |
| Schallwellen                         | 148 | 7. Februar 1854, Sofienbad-Saal, Wien, Gewidmet den techn. Studenten der Universität Wien anlässlich deren Balls.                                      |
| Ballg’schichten                      | 150 | 27. Februar 1854, Zum Sperlbauer, Wien. |
| Myrthen-Kränze                       | 154 | 27. April 1854, Rittersaal, Wien. |
| Nachtfalter                          | 157 | 28. August 1854, Ungers Kasino, Wien. |
| Panacea-Klänge                       | 161 | 23. Januar 1855, Sofienbad-Saal, Wien, Gewidmet den Medizinstudenten der Universität Wien anlässlich deren Balls.                                      |
| Glossen                              | 163 | 30. Januar 1855, Sofienbad-Saal, Wien, Gewidmet den Jurastudenten der Universität Wien anlässlich ihres Balles.                                        |
| Sirenen                              | 164 | 12. Februar 1855, Sofienbad-Saal, Wien. |
| Man lebt nur einmal                  | 167 | 19. Februar 1855, Zum Sperlbauer, Wien. |
| Freuden-Salven                       | 171 | 17. Juli 1855, Volksgarten Wien, Geschrieben anlässlich der Rückkehr von Kaiser Franz Josef von einer Reise nach Galizien.                             |
| Gedanken auf den Alpen               | 172 | 15. Oktober 1855, Zum Sperlbauer, Wien. |
| Erhöhte Pulse                        | 175 | 8. Januar 1856, Sofienbad-Saal Wien. Gewidmet den Medizinstudenten der Universität Wien.                                                               |
| Juristenball-Tänze                   | 177 | 14. Januar 1856, Sofienbad-Saal Wien. Gewidmet den Jurastudenten der Universität Wien.                                                                 |
| Abschieds-Rufe                       | 179 | 28. Januar 1856, Sofienbad-Saal Wien. |
| Libellen-Walzer                      | 180 | 29. Januar 1856, Sofienbad-Saal Wien, Gewidmet den techn. Studenten der Universität Wien.                                                              |
| Großfürstin Alexandra                | 181 | UA. 26. Juni 1856, Pavlosk, Russland. Gewidmet der Großfürstin Alexandra Jossiphovna (1830–1911)                                                       |
| Krönungslieder                       | 184 | 14. August 1856, Pavlosk, Russland. Gewidmet der Zarin Maria Alexandrovna (1824–1880)                                                                  |
| Paroxysmen                           | 189 | 20. Januar 1857, Sofienbad-Saal Wien. Gewidmet den Medizinstudenten der Universität Wien.                                                              |
| Controversen                         | 191 | 27. Januar 1857, Sofienbad-Saal Wien. Gewidmet den Jurastudenten der Universität Wien.                                                                 |
| Wien, mein Sinn!                     | 192 | 23. Februar 1857, Zum Sperlbauer in Wien. |
| Phänomene                            | 193 | 17. Februar 1857, Sofienbad-Saal, Wien, Gewidmet den technischen Studenten der Universität Wien.                                                       |
| Telegrafische Depeschen              | 195 | 6. September 1857, Pavlosk, Russland. Gewidmet dem Pianist und Komponist Johann Promberger (1810–1890).                                                |
| Souvenir de Nizza                    | 200 | 1857, Pavloslk, Russland. |
| Vibrationen                          | 204 | 19. Januar 1858, Sofienbad-Saal Wien. Gewidmet den Medizinstudenten der Universität Wien.                                                              |
| Die Extravaganten                    | 205 | 26. Januar 1858, Sofienbad-Saal Wien. |
| Cycloiden                            | 207 | 10. Februar 1858, Sofienbad-Saal Wien, Gewidmet den techn. Studenten der Universität Wien.                                                             |
| Jux-Brüder                           | 208 | 15. Februar 1858, Zum Sperlbauer in Wien. |
| Spiralen                             | 209 | 31. Januar 1858, Redoutensaal Wien. |
| Abschied von St Petersburg           | 210 | 5. September 1858, Pavlosk, Russland. |
| Gedankenflug                         | 215 | 23. September 1858, Pavlosk, Russland. |
| Hell und voll                        | 216 | 25. Januar 1859, Sofienbad-Saal Wien. Gewidmet den Medizinstudenten der Universität Wien.                                                              |
| Irrlichter                           | 218 | 31. Januar 1859, Sofienbad-Saal, Wien. Gewidmet den Ingenieurstudenten der Universität Wien.                                                           |
| Deutsche                             | 220 | 7. März 1859, Zum Sperlbauer in Wien. |
| Promotionen                          | 221 | 8. Februar 1859, Sofienbad-Saal Wien. Gewidmet den Jurastudenten der Universität Wien.                                                                 |
| Schwungräder                         | 223 | 27. Februar 1859, Redoutensaal Wien. Gewidmet den Ingenieurstudenten der Universität Wien.                                                             |
| Reiseabenteuer                       | 227 | Sommer 1859, Pavlosk, Russland. |
| Lebenswecker                         | 232 | 24. Januar 1860, Sofienbad-Saal Wien. Gewidmet den Medizinstudenten der Universität Wien.                                                              |
| Sentenzen                            | 233 | 31. Januar 1860, Sofienbad-Saal Wien. Gewidmet den Jurastudenten der Universität Wien.                                                                 |
| Accelerationen                       | 234 | 14. Februar 1860, Sofienbad-Saal Wien. Gewidmet den Ingenieurstudenten der Universität Wien.                                                           |
| Immer heiterer                       | 235 | 20. Februar 1860, Zum Sperlbauer in Wien. |
| Thermen                              | 245 | 22. Januar 1861, Sofienbad-Saal, Wien, Gewidmet den Medizinstudenten der Universität Wien anlässlich deren Balls.                                      |
| Grillenbanner                        | 247 | 11. Februar 1861, Sofienbad-Saal Wien, Gewidmet Prinz Leopold von Sachsen-Coburg-Gotha.                                                                |
| Wahlstimmen                          | 250 | 28. Januar 1861, Sofienbad-Saal Wien, Gewidmet den Jurastudenten der Universität Wien.                                                                 |
| Klangfiguren                         | 251 | 4. Februar 1861, Sofienbad-Saal Wien, gewidmet den techn Studenten der Universität Wien.                                                               |
| Dividenden                           | 252 | 15. Januar 1861, Dianabad-Saal, Wien. |
| Schwärmereien                        | 253 | 1. April 1861, Dianabad-Saal Wien, Gewidmet dem russischen Pianisten Anton Rubinstein (1829–1894).                                                     |
| Die ersten Curen                     | 261 | 28. Januar 1862, Sofienbad-Saal in Wien. Gewidmet den Medizinstudenten der Universität Wien.                                                           |
| Colonnen                             | 262 | 4. Februar 1862, Sofienbad-Saal, Wien; Gewidmet den Jurastudenten der Universität Wien.                                                                |
| Patronessen                          | 264 | 24. Februar 1862, Redoutensaal, Wien. |
| Motoren                              | 265 | 10. Februar 1862, Sofienbad-Saal Wien, Gewidmet den techn. Studenten der Universität Wien.                                                             |
| Concurrenzen                         | 267 | 29. Januar 1862, Sofienbad-Saal, Wien. |
| Wiener Chronik                       | 268 | 3. März 1862, Dianabad-Saal, Wien. |
| Carnevals-Botschafter                | 270 | 22. November 1862 (evtl. 11. November), Sperlbauer, Wien, Inspiriert von Jetty Treffz der ersten Frau des Komponisten.                                 |
| Leitartikel.                         | 273 | 19. Januar 1863, Sofienbad-Saal, Wien. Gewidmet der Journalistenvereinigung Concordia.                                                                 |
| Morgenblätter                        | 279 | 12. Januar 1864, Dirigent: Johann Strauss, Sofienbad-Saal, Wien.                                                                                       |
| Studentenlust                        | 285 | 31. Januar 1864, Redoutensaal Wien, komponiert für einen Studentenball.                                                                                |
| Aus den Bergen                       | 292 | 2. Oktober 1864, Pavlosk, Russland, Gewidmet dem Musikkritiker Eduard Hanslick.                                                                        |
| Feuilleton                           | 293 | 24. Januar 1865, Sofienbad-Saal, Wien, Geschrieben für die Journalistenvereinigung Concordia.                                                          |
| Bürgersinn                           | 295 | 7. Februar 1865, Redoutensaal Wien, Geschrieben für den Bürgerball.                                                                                    |
| Hofball-Tänze                        | 298 | 22. Februar 1865, Wiener Hofburg anlässlich eines Hofballs.                                                                                            |
| Flugschriften                        | 300 | 17. Januar 1866 in der Wiener Hofburg. Gewidmet dem Presseclub Concordia                                                                               |
| Bürgerweisen                         | 306 | 24. Januar 1866, Redoutensaal Wien. |
| Wiener Bonbons                       | 307 | 28. Januar 1866, Redoutensaal Wien. |
| Feenmärchen                          | 312 | 18. November 1866, Volksgarten Wien. |
| An der schönen blauen Donau          | 314 | 15. Februar 1867, Liederabend des Wiener Männer-Gesangvereines, Saal des Dianabades (Chorfassung); 10. März 1867, k.k. Volksgarten (Orchesterfassung). |
| Künstlerleben                        | 316 | UA 18. Februar 1867 Dianabad-Saal Wien. |
| Telegramme                           | 318 | 12. Februar 1867, Sofienbad-Saal Wien. |
| Die Publicisten                      | 321 | 4. Februar 1868, Sofienbad-Saal Wien. Gewidmet der Wiener Journalistenvereinigung Concordia.                                                           |
| Geschichten aus dem Wienerwald       | 325 | 19. Juni 1868, Dirigent Johann Strauss, Volksgarten in Wien.                                                                                           |
| Erinnerung an Covent-Garden          | 329 | 27. September 1867, Covent Garden, London. Basiert auf englischen Volksmelodien.                                                                       |
| Illustrationen                       | 331 | 26. Januar 1869, Sofienbad-Saal Wien. Gewidmet der Wiener Journalistenvereinigung Concordia.                                                           |
| Wein Weib und Gesang                 | 333 | 2. Februar 1869, als Chorwerk für den Wiener Männergesangverein, im Dianabad-Saal in Wien.                                                             |
| Königslieder                         | 334 | 4. April 1869, Blumen-Saal Wien. |
| Freuet euch des Lebens               | 340 | 15. Januar 1870, Konzertsaal des Musikvereins Wien. |
| Neu Wien                             | 342 | 13. Februar 1870, Dirigent Eduard Kremser, Dianabad Saal Wien.                                                                                         |
| Tausend und eine Nacht               | 346 | 12. März 1871, Dirigent Eduard Strauß, Konzertsaal Wiener Musikverein.                                                                                 |
| Wiener Blut                          | 354 | 22. April 1873, im Konzertsaal des Wiener Musikvereins, anlässlich der Verlobung der Erzherzogin Gisela von Österreich mit Leopold von Bayern.         |
| Carnevalsbilder                      | 357 | 9. Juli 1873, Dirigent Johann Strauss, Blumensäle der Wiener Gartenbaugesellschaft.                                                                    |
| Bei uns z’Haus                       | 361 | 6. August 1873, Schwenders Neue Welt in Hietzing (Wien), Gewidmet der Prinzessin Marie von Hohenlohe-Schillingfürst.                                   |
| Wo die Citronen blüh’n!              | 364 | 9. Mai 1874, Teatro Regio di Torino Turin. |
| Du und Du                            | 367 | 2. August 1874, Dirigent Eduard Strauß (nach neueren Forschungen auch der wahre Komponist), Schwenders Neue Welt in Hietzing.                          |
| Cagliostro-Walzer                    | 370 | 16. Juni 1875, Blumensäle der Wiener Gartenbaugesellschaft.                                                                                            |
| O schöner Mai!                       | 375 | 21. Januar 1877, Dirigent Eduard Strauß, Konzertsaal Wiener Musikverein.                                                                               |
| Kennst du mich?                      | 381 | 12. Januar 1879, Konzertsaal des Musikvereins Wien, Nach Motiven der Operette Blinde Kuh.                                                              |
| Ins Centrum                          | 387 | 22. Juli 1880, Im Prater in Wien. |
| Rosen aus dem Süden                  | 388 | 7. November 1880, Dirigent Eduard Strauß, Wiener Musikverein.                                                                                          |
| Nordseebilder                        | 390 | 16. November 1879, Konzertsaal Musikverein Wien. |
| Myrthenblüthen                       | 395 | 8. Mai 1881, Im Prater in Wien. |
| Kuß-Walzer                           | 400 | 10. Januar 1882, Eduard Strauß, anlässlich eines Hofballs                                                                                              |
| Italienischer Walzer                 | 407 | 22. März 1882, Konzertsaal Musikverein Wien. |
| Frühlingsstimmen.                    | 410 | 1. März 1883, Theater an der Wien, Gewidmet der Sopranistin Bianca Bianchi (1855–1947).                                                                |
| Lagunen-Walzer                       | 411 | 4. November 1883, Dirigent Eduard Strauß, Konzertsaal Wiener Musikverein.                                                                              |
| Schatz-Walzer                        | 418 | 22. November 1885, Dirigent Eduard Strauß, Konzertsaal Wiener Musikverein.                                                                             |
| Wiener Frauen                        | 423 | unter dem Titel „Les Dames de St. Petersborough“, 15. Apriljul. / 27. April 1886greg., Gala-Konzert, Manege der berittenen Leibgarde, St. Petersburg.  |
| Adelen-Walzer                        | 424 | 28. April 1886, Reitschule des Kavallerie-Garde Regiments in St. Petersburg, Russland.                                                                 |
| Donauweibchen                        | 427 | 8. Januar 1888, Dirigent Eduard Strauß, Konzertsaal Wiener Musikverein.                                                                                |
| Kaiser-Jubiläum                      | 434 | 2. Dezember 1888, Musikverein Wien, Anlässlich des 40. Thronjubiläums von Kaiser Franz Joseph.                                                         |
| Sinnen und Minnen                    | 435 | 21. Oktober 1888 im Musikverein Wien im Rahmen der Sonntagskonzerte von Eduard Strauß.                                                                 |
| Kaiser-Walzer                        | 437 | 21. Oktober 1889, Dirigent Johann Strauss (Sohn), Königsbau Berlin.                                                                                    |
| Rathausball-Tänze                    | 438 | 12. Februar 1890, Neues Rathaus Wien. |
| Groß-Wien                            | 440 | 10. Mai 1891, Leitung Johann Strauss, Sängerhalle im Prater, Wien.                                                                                     |
| Seid umschlungen Millionen           | 443 | 27. März 1892, Konzertsaal Wiener Musikverein, Johannes Brahms gewidmet.                                                                               |
| Märchen aus dem Orient               | 444 | 27. November 1892, Musikverein Wien. Gewidmet dem Sultan Abdülhamid Khan (1842–1918).                                                                  |
| Ninetta-Walzer                       | 445 | 21. Januar 1893, Wiener Hofburg. |
| Hochzeitsreigen                      | 453 | 12. November 1893, Musikverein Wien. Gewidmet der Prinzessin Marie Luise von Bulgarien (1870–1899) anlässlich ihrer Hochzeit.                          |
| Ich bin dir gut!                     | 455 | 14. Oktober 1894, Dirigent Eduard Strauß, Konzertsaal Wiener Musikverein.                                                                              |
| Gartenlaube-Walzer                   | 461 | 6. Januar 1895, Leitung: Johann Strauss, Konzertsaal Wiener Musikverein.                                                                               |
| Klug Gretelein                       | 462 | 18. April 1895, Musikverein Wien. Komponiert anlässlich des Silbernen Jubiläums des Musikvereins.                                                      |
| Trau, schau, wem!                    | 463 | 15. Dezember 1895, Dirigent Eduard Strauß, Konzertsaal Wiener Musikverein.                                                                             |
| Heut’ ist heut’                      | 471 | 28. März 1897, Musikverein Wien. |
| An der Elbe                          | 477 | letzter Walzer des Komponisten, erschienen im Verlag J.G. Seeling in Dresden, uraufgeführt am 28. November 1897 im Wiener Musikverein.                 |

## Walzer als „Nachgelassene Werke“
- Abschieds-Walzer (in F) (Nachgelassener Walzer Nr. 1)
- Ischler Walzer (in A) (Nachgelassener Walzer Nr. 2)
- Odeon-Walzer (Nachgelassener Walzer Nr. 3)
- Nachgelassener Walzer Nr. 4

## Walzer als „Werke ohne Opuszahl (WoO, o.op.)“
- Erster Gedanke von Johann Strauß (Salmannsdorf August 1831)
- Altdeutscher Walzer
- Pásmán-Walzer
- Eva-Walzer (Arrangiert von Kapellmeister Josef Schlar)
- Walzer-Bouquet No 1
- Jubilee-Waltz
- Strauss’ Autograph Waltzes *
- Strauss’ Engagement Waltzes *
- Strauss’ Centennial Waltzes *
- Strauss’ Enchantement Waltz *
- Colliseum Waltzes*
- Farewell to America Waltz*
- Greeting to America Waltz*
- New York Herald Waltz
- Sounds from Boston Waltzes*
- Manhattan-Waltzes (Bis auf die Coda identisch mit dem Walzer-Bouquet No. 1)
- *= Urheberschaft von Strauss ist zweifelhaft.

## Walzer, gemeinsam mit seinen BrüdernJosefundEduard Straußgeschrieben
- Trifolien